# Saint-Sébastien-d'Aigrefeuille
Saint-Sébastien-d'Aigrefeuille é uma comuna francesa na região administrativa de Occitânia, no departamento de Gard. Estende-se por uma área de 15,82 km². Em 2010 a comuna tinha 519 habitantes (densidade: 32,8 hab./km²).